# Okehampton Hamlets
Okehampton Hamlets är en civil parish i Storbritannien.   Den ligger i grevskapet Devon och riksdelen England, i den södra delen av landet, 290 km väster om huvudstaden London. Antalet invånare är 400.